# Polytrichadelphus magellanicus
Polytrichadelphus magellanicus är en bladmossart som beskrevs av Mitten 1859. Polytrichadelphus magellanicus ingår i släktet Polytrichadelphus och familjen Polytrichaceae. Inga underarter finns listade i Catalogue of Life.